# Stenoprora triplax
Stenoprora triplax är en fjärilsart som beskrevs av Turner 1944. Stenoprora triplax ingår i släktet Stenoprora och familjen nattflyn. Inga underarter finns listade i Catalogue of Life.